# L'Œil qui ment
Pour plus de détails, voir Fiche technique et Distribution.
L'Œil qui ment est un film franco-portugais réalisé par Raoul Ruiz, sorti en 1992.

## Synopsis
Lorsque son père meurt à la fin de la Première Guerre mondiale, Félicien (Didier Bourdon) découvre qu'il avait investi tout son argent au Portugal, dans un village reculé. Une fois là-bas, il découvre qu'il s'y passe des choses étranges voire surnaturelles…

## Fiche technique
- Titre : L'Œil qui ment
- Réalisation : Raoul Ruiz
- Scénario : Raoul Ruiz
- Musique  Jorge Arriagada lire en ligne sur Gallica
- Production: Leonardo de la Fuente
- Pays d'origine :  France,  Portugal
- Genre : comédie et fantastique
- Durée : 100 minutes

## Distribution
- John Hurt : Anthony/Le Marquis
- Didier Bourdon : Docteur Felicien
- Lorraine Evanoff : Inès
- David Warner : Ellic
- Daniel Prévost : Le curé
- Myriem Roussel : La vierge des imitations
- Felipe Dias : L'enfant
- Baptista Fernandes : Père Felicien
- Alexandre de Sousa : Médecin 1
- Laurent Moine : Médecin 2
- Rui Mendes : Employé
- André Maia : Jeune ouvrier
- Rui Luís Brás : Prisonnier
- Samantha Gee : Vierge
- Beatrice Laherrere : Vierge
- Adriana Novais : Paula
- Maria João Reis : Ana